# Реформатская церковь Румынии
Реформатская церковь Румынии (Biserica Reformată din România, Romániai református egyház, РЦР) - одна из протестантских церквей Румынии.

## История
Создана в 1920 году рядом бывших благочиний ВРЦ. После передела границы только часть старого Транстиского округа оказалась в Румынии, и из него 14 декабря 1920 года был сформирован новый округ - Букеа (Киральхаго), вскоре сменивший название на округ Орадеа.

## Организация
Высший орган РЦР - синод (Sinod, zsinat). РЦР состоит из епархий (Eparhie, egyházkerület):
- Трансильванская епархия (Erdélyi református egyházkerület, Eparhia Reformată din Ardeal)
- Епархия Оради (Királyhágómelléki református egyházkerület, Episcopia Reformată de pe lângă Piatra Craiului)

Епархии состоят из благочиний ( Protopopiat, Egyházmegyék), благочиния из приходов (Comunităţi parohiale, Egyházközség).
Епархии
Высшие должностные лица епархий - епископ (episcopul, püspök) и епархиальный куратор (Curatorul eparhial, egyházkerületi főgondnokok).
Благочиния
Высший орган благочиния - благочиннический совет (consiliu protopopial, egyházmegyei tanács), высшие должностные лица благочиния - благочинный (protopopul, esperes) и благочиннический куратор (curatorul protopopial).
Приходы
Высший орган прихода - приходское собрание, между приходскими собраниями - пресвитериум (presbitérium, consiliu presbiterian), высшие должностные лица прихода - пастор (preotul, lelkész) и куратор (főgondnok, curatorul parohial).